# Buli (Indonesië)
Buli (Boeli) is een plaats in het district Maba. Ongeveer twee derde van de inwoners van Buli zijn Christen, de rest is Moslim. Bij Buli ligt het vliegveld Buli airport.